# Championnat de France de football de troisième division 2024-2025
Navigation
National 2023-2024 National 2025-2026
La saison 2024-2025 du Championnat de France de football National est la 32e édition du Championnat de France de football de National, la 28e sous l'appellation « National ». La saison a débuté le 16 août 2024 et s’est achevée le 16 mai 2025.

## Décisions administratives
Aubagne FC, premier du groupe A de National 2 2023-2024, a été interdit d'accession au Championnat de National 1 2024-2025 à la suite de la décision du 25 juin 2024 de la Direction nationale du contrôle de gestion (DNCG). Le 27 juin 2024, le FC Rouen, 7e la saison précédente, est également rétrogradé en National 2. Les deux clubs font appel de ces décisions, et obtiennent le 9 juillet 2024 l'autorisation de participer au championnat de National 2024-2025.
La DNCG avait également décidé le 27 juin 2024 la rétrogradation administrative en National de l'AC Ajaccio, 15e du championnat de Ligue 2 2023-2024. Le club a obtenu sa réintégration en Ligue 2 devant la commission d'appel le 11 juillet 2024.
La Berrichonne de Châteauroux (12e) a été sanctionnée d'une rétrogradation en National 2 par une décision de la DNCG du 26 juin 2024. Le club fait appel et obtient sa réintégration en National le 11 juillet 2024, mais il est exclu de l'édition 2024-2025 de la Coupe de France.
Le 26 juin 2024, la DNCG prononce la rétrogradation administrative en National 2 du Chamois Niortais FC (3e du championnat de National 2023-2024). Le club fait appel, mais le 11 juillet 2024, la DNCG confirme sa décision, estimant que les garanties financières nécessaires n'ont pas été apportées. En dépit des premières annonces de Mikaël Hanouna, directeur général du club, de saisir le Comité national olympique et sportif français (CNOSF), aucune procédure n'a été finalement lancée. Par décision du 1er août 2024 de la Commission fédérale de contrôle des clubs, Niort est même exclu des compétitions nationales. Cette rétrogradation entraîne le repêchage du FC Villefranche Beaujolais, 13e de l'édition 2023-2024 du championnat de National et premier relégable.
La DNCG décide le 9 juillet 2024 la rétrogradation à titre conservatoire des Girondins de Bordeaux, 12e du championnat de Ligue 2 2023-2024. Le club fait appel, dans l'attente d'une offre de Fenway Sports Group, propriétaire notamment de Liverpool FC, qui permettrait de présenter toutes les garanties financières. L'investisseur américain a toutefois renoncé à se porter acquéreur, avançant le coût important du stade et le contexte économique du football français. Le 23 juillet 2024, le club se désiste à se présenter devant la Commission d'appel de la DNCG, acceptant ainsi sa rétrogradation en National, puis annonce déposer le bilan auprès du Tribunal de Commerce de Bordeaux, ce qui entraîne la perte de son statut professionnel.
La rétrogradation des Girondins de Bordeaux entraîne le repêchage pour la saison 2024-2025 de Ligue 2 de l'ESTAC Troyes, 17e de la saison précédente et premier relégué.
Le 1er août 2024, la Commission fédérale de contrôle des clubs (organisme dépendant de la Fédération Française de Football) décide de rétrograder les Girondins de Bordeaux en National 2 malgré le placement du club en redressement judiciaire par le Tribunal de Commerce de Bordeaux. Le club fait appel, mais le 12 août 2024, la DNCG confirme la rétrogradation en National 2.
GOAL FC, 14e de la précédente saison de National et 2e relégué en National 2, a dans le même temps saisi le CNOSF pour être repêché en cas de rétrogradation confirmée des Girondins de Bordeaux, mais le comité olympique a débouté le club de l'agglomération lyonnaise de sa demande. La saison 2024-2025 de National se joue donc à 17 clubs, la place de Bordeaux étant laissée vacante.
Le 18 décembre 2024, la commission fédérale des règlements et contentieux de la FFF décide faire rejouer le match entre l'Aubagne FC et l'AS Nancy-Lorraine (qui s'était soldé par une victoire 4-0 des aubagnais). La raison donnée est la participation à cette rencontre d’Ousseynou Ndiaye du côté d'Aubagne, un joueur qui n’aurait pas dû être qualifié.

## Participants
L'édition 2024-2025 se joue à 17 équipes. Les nouveaux venus sont les trois relégués de Ligue 2 (l'US Quevilly Rouen, l'US Concarneau et le Valenciennes FC) ainsi que les quatre promus de National 2  (l'Aubagne FC, le Paris 13 Atletico, l'US Boulogne et le FC Bourg-Péronnas). Ces sept équipes remplacent les deux clubs promus en Ligue 2, le Red Star FC et le FC Martigues, ainsi que les cinq clubs classés entre la 14e et la 18e place lors de l'édition National 2023-2024. Les Chamois niortais étant exclus de toute compétition nationale par la DNCG, Villefranche Beaujolais se voit repêché. La place des Girondins de Bordeaux, rétrogradés en National puis en National 2 à la suite de son placement en redressement judiciaire, est laissée vacante.
| \| Quevilly-RM US Concarneau Valenciennes FC LB Châteauroux Dijon FCO Le Mans FC AS Nancy-Lorraine Nîmes Olympique FC Sochaux-M. US Orléans FC Rouen FC Versailles FC Villefranche Aubagne FC Paris 13 US Boulogne Bourg-Péronnas \| Localisation des clubs engagés dans le championnat. |
| Quevilly-RM US Concarneau Valenciennes FC LB Châteauroux Dijon FCO Le Mans FC AS Nancy-Lorraine Nîmes Olympique FC Sochaux-M. US Orléans FC Rouen FC Versailles FC Villefranche Aubagne FC Paris 13 US Boulogne Bourg-Péronnas                                                           |

| Quevilly-RM US Concarneau Valenciennes FC LB Châteauroux Dijon FCO Le Mans FC AS Nancy-Lorraine Nîmes Olympique FC Sochaux-M. US Orléans FC Rouen FC Versailles FC Villefranche Aubagne FC Paris 13 US Boulogne Bourg-Péronnas |

| \| FC Versailles Paris 13 Atletico \| Localisation des clubs franciliens. |
| FC Versailles Paris 13 Atletico                                           |

| FC Versailles Paris 13 Atletico |

| \| · Quevilly-RM FC Rouen \| Localisation des clubs normands. |
| · Quevilly-RM FC Rouen                                        |

| · Quevilly-RM FC Rouen |

| Club                        | En National depuis | Classement 2023-2024 | Entraîneur(s)        | Depuis | Stade                                                                               | Capacité             | Nombre de saisons en National |
| --------------------------- | ------------------ | -------------------- | -------------------- | ------ | ----------------------------------------------------------------------------------- | -------------------- | ----------------------------- |
| US Quevilly Rouen Métropole | 2024               | 18e (Ligue 2)        | David Carré          | 2024   | Stade Robert-Diochon                                                                | 08 372               | 4                             |
| US Concarneau               | 2024               | 19e (Ligue 2)        | Stéphane Rossi       | 2024   | Stade Guy-Piriou                                                                    | 02 539               | 7                             |
| Valenciennes FC             | 2024               | 20e (Ligue 2)        | Vincent Hognon       | 2024   | Stade du Hainaut                                                                    | 25 172               | 8                             |
| Dijon FCO                   | 2023               | 4e                   | Baptiste Ridira      | 2024   | Stade Gaston-Gérard                                                                 | 15 459               | 5                             |
| Le Mans FC                  | 2020               | 5e                   | Patrick Videira      | 2024   | Stade Marie-Marvingt                                                                | 25 064               | 5                             |
| AS Nancy-Lorraine           | 2022               | 6e                   | Pablo Correa         | 2023   | Stade Marcel-Picot                                                                  | 20 087               | 2                             |
| FC Rouen                    | 2023               | 7e                   | Régis Brouard        | 2024   | Stade Robert-Diochon                                                                | 08 372               | 8                             |
| FC Sochaux-Montbéliard      | 2023               | 8e                   | Frédéric Bompard     | 2025   | Stade Auguste-Bonal                                                                 | 20 005               | 1                             |
| FC Versailles               | 2022               | 9e                   | Jordan Gonzalez      | 2024   | Stade Jean-Bouin (J1, J5 → J14) Stade Walter-Luzi (J3, J16 → )                      | 19 607 04 550        | 2                             |
| US Orléans                  | 2020               | 10e                  | Hervé Della Maggiore | 2024   | Stade de la Source                                                                  | 06 866               | 9                             |
| Nîmes Olympique             | 2023               | 11e                  | Adil Hermach         | 2024   | Stade des Antonins                                                                  | 08 033               | 10                            |
| LB Châteauroux              | 2021               | 12e                  | Cris                 | 2024   | Stade Gaston-Petit                                                                  | 14 472               | 6                             |
| FC Villefranche-Beaujolais  | 2018               | 13e                  | Laurent Combarel     | 2024   | Stade Armand Chouffet                                                               | 03 500               | 6                             |
| Aubagne FC                  | 2024               | 1er de N2 (A)        | Gabriel Santos       | 2025   | Stade Parsemain (J2, J4 et J8) Stade Saint-Exupéry (J6) Stade de Lattre-de-Tassigny | 17 619 01 500 01 000 | 0                             |
| Paris 13 Atletico           | 2024               | 1er de N2 (B)        | Maxence Flachez      | 2025   | Stade Pelé                                                                          | 00995                | 1                             |
| US Boulogne CO              | 2024               | 1er de N2 (C)        | Fabien Dagneaux      | 2023   | Stade de la Libération                                                              | 05 570               | 13                            |
| Bourg-en-Bresse 01          | 2024               | 1er de N2 (D)        | David Le Frapper     | 2024   | Stade Marcel-Verchère                                                               | 08 840               | 9                             |

Évolution des stades
- L'US Concarneau voit son stade, le stade Guy-Piriou continuer son évolution avec la poursuite des travaux d'homologation lancés en mars 2024. La capacité du stade est de 2 539 places pourrait évoluer en cours de saison[24].
- Le Paris 13 Atletico voit son stade, le stade Pelé, subir de nouveaux aménagements qui font suite au changement de nom du stade ainsi que la volonté de la mairie du 13e arrondissement de rénover le stade de l'arrondissement parisien. Le club choisit un autre stade complémentaire, le stade Maryse-Hilsz, situé dans le 20e arrondissement.
- Le stade Armand-Chouffet où évolue le FC Villefranche Beaujolais dispose d'une nouvelle tribune latérale couverte de 850 places qui sera amenée dans un futur proche à être déplacée derrière les buts caladois dans l'optique d'une future tribune principale plus grande.
- L'Aubagne FC est contraint de jouer ses matchs à domicile des 2e, 4e et 8e journées au stade Parsemain de Fos-sur-Mer, et son match de la 6e journée au stade Saint-Exupéry de Marignane en raison de la mise en place tardive de l'éclairage homologué au stade de Lattre-de-Tassigny.
- Le FC Versailles est contraint de recevoir l'AS Nancy-Lorraine au stade Walter-Luzi de Chambly pour son match de la 3e journée en raison de conflits de calendrier avec le pensionnaire principal du stade Jean-Bouin, le Stade français Paris rugby[25]. Versailles décide de ne plus jouer au stade Jean-Bouin à partir de la 16e journée et de délocaliser ses matchs au stade Walter-Luzi[26].

Statut professionnel
À chaque début de saison, les clubs éligibles, anciens pensionnaires de Ligue 2, peuvent demander le maintien du statut professionnel. Cette saison, la FFF décide de maintenir le statut professionnel aux clubs suivants :
- Valenciennes FC, US Concarneau et Quevilly Rouen Métropole (1re saison) ;
- Nîmes Olympique et Dijon FCO (2e saison) ;
- AS Nancy-Lorraine (3e saison) ;
- LB Châteauroux (4e saison) ;
- Le Mans FC et US Orléans (5e saison) ;

Légende des couleurs
- Relégué de Ligue 2 2023-2024
- Promu de National 2 2023-2024

### Changements d'entraîneur
| Club                       | Entraîneur(s) partant(s)     | Motif du départ            | Date de départ   | Position   | Entraîneur(s) arrivant(s)    | Date d'arrivée   |
| -------------------------- | ---------------------------- | -------------------------- | ---------------- | ---------- | ---------------------------- | ---------------- |
| US Quevilly Rouen          | Jean-Louis Garcia            | Consentement mutuel        | 17 mai 2024      | Pré-saison | David Carré                  | 18 juin 2024     |
| Le Mans FC                 | Mathieu Chabert              | Démission                  | 18 mai 2024      | Pré-saison | Patrick Videira              | 31 mai 2024      |
| FC Villefranche-Beaujolais | Alain Pochat                 | Renvoi                     | 22 mai 2024      | Pré-saison | Laurent Combarel             | 22 mai 2024      |
| US Concarneau              | Stéphane Le Mignan           | Renvoi                     | 23 mai 2024      | Pré-saison | Stéphane Rossi               | 30 mai 2024      |
| FC Sochaux-Montbéliard     | Oswald Tanchot               | Contrat dans un autre club | 26 mai 2024      | Pré-saison | Karim Mokeddem               | 4 juin 2024      |
| Aubagne FC                 | Mohamed Sadani               | Consentement mutuel        | 30 mai 2024      | Pré-saison | Maxence Flachez              | 22 juin 2024     |
| US Orléans                 | Karim Mokeddem               | Contrat dans un autre club | 4 juin 2024      | Pré-saison | Hervé Della Maggiore         | 13 juin 2024     |
| Dijon FCO                  | Benoît Tavenot               | Contrat dans un autre club | 6 juin 2024      | Pré-saison | Baptiste Ridira              | 20 juin 2024     |
| Bourg-en-Bresse 01         | Hervé Della Maggiore         | Contrat dans un autre club | 13 juin 2024     | Pré-saison | David Le Frapper             | 16 juin 2024     |
| LB Châteauroux             | Antoine Sibierski            | Contrat dans un autre club | 3 juillet 2024   | Pré-saison | Patrice Lair Jaroslav Plašil | 12 juillet 2024  |
| FC Versailles              | Jean-Luc Vasseur             | Renvoi                     | 2 octobre 2024   | 13e        | Jérémy Clément               | 2 octobre 2024   |
| LB Châteauroux             | Patrice Lair Jaroslav Plašil | Consentement mutuel        | 22 octobre 2024  | 17e        | Armindo Ferreira             | 22 octobre 2024  |
| LB Châteauroux             | Armindo Ferreira             | Fin de l'intérim           | 28 octobre 2024  | 17e        | Cris                         | 28 octobre 2024  |
| FC Rouen                   | Maxime d'Ornano              | Renvoi                     | 2 novembre 2024  | 14e        | Régis Brouard                | 4 novembre 2024  |
| FC Versailles              | Jérémy Clément               | Fin de l'intérim           | 14 novembre 2024 | 10e        | Jordan Gonzalez              | 14 novembre 2024 |
| Valenciennes FC            | Ahmed Kantari                | Renvoi                     | 26 novembre 2024 | 8e         | Stéphane Mangione            | 26 novembre 2024 |
| Valenciennes FC            | Stéphane Mangione            | Fin de l'intérim           | 16 décembre 2024 | 12e        | Vincent Hognon               | 16 décembre 2024 |
| FC Sochaux-Montbéliard     | Karim Mokeddem               | Renvoi                     | 2 février 2025   | 7e         | Éric Hély                    | 2 février 2025   |
| FC Sochaux-Montbéliard     | Éric Hély                    | Fin de l'intérim           | 8 février 2025   | 8e         | Frédéric Bompard             | 8 février 2025   |
| Aubagne FC                 | Maxence Flachez              | Renvoi                     | 11 février 2025  | 7e         | Eddy Cardillo                | 11 février 2025  |
| Paris 13 Atletico          | Fabien Valéri                | Renvoi                     | 21 mars 2025     | 16e        | Maxence Flachez              | 21 mars 2025     |
| Aubagne FC                 | Eddy Cardillo                | Fin de l'intérim           | 13 mars 2025     | 13e        | Gabriel Santos               | 13 mars 2025     |

### Propriétaires et investisseurs majoritaires
| Club                   | Budget en M€ | Actionnaire majoritaire    | Depuis | Président             | Directeur sportif   | Sources |
| ---------------------- | ------------ | -------------------------- | ------ | --------------------- | ------------------- | ------- |
| Aubagne FC             | 2            | Lionel Jeanningros         | 2014   | Lionel Jeanningros    | Franck Tognarelli   | [ 28 ]  |
| US Boulogne            | 3            | Vincent Boutillier         | 2022   | Vincent Boutillier    | vacant              |         |
| Bourg-en-Bresse 01     | 2            | Gilles Garnier             | 2023   | Gilles Garnier        | vacant              | [ 29 ]  |
| LB Châteauroux         | 3,5          | Stratton Oakmont Sport     | 2024   | Benjamin Gufflet      | vacant              | [ 30 ]  |
| US Concarneau          | 3,2          | Piriou Sport Développement | 2003   | Jacques Piriou        | vacant              | [ 31 ]  |
| Dijon FCO              | 7            | Pierre-Henri Deballon      | 2024   | Pierre-Henri Deballon | vacant              | ,       |
| Le Mans FC             | 5            | Thierry Gomez              | 2018   | Thierry Gomez         | vacant              | [ 34 ]  |
| AS Nancy-Lorraine      | 5            | Krishen Sud Chien Lee      | 2023   | Krishen Sud           | Michaël Chrétien    | ,       |
| Nîmes Olympique        | 6            | Rani Assaf                 | 2016   | Rani Assaf            | Sébastien Larcier   | ,       |
| US Orléans             | 4            | Cyril Courtin              | 2024   | Cyril Courtin         | vacant              | ,       |
| Paris 13 Atletico      | 2,2          | Frédéric Pereira           | 2012   | Frédéric Pereira      | Nicolas Ducteil     | [ 40 ]  |
| US Quevilly Rouen      | 6            | Michel Mallet              | 2001   | Michel Mallet         | vacant              | [ 33 ]  |
| FC Rouen               | 4            | Tarkan Ser                 | 2024   | Tarkan Ser            | Christophe Chareyre | ,       |
| FC Sochaux-Montbéliard | 12           | FCSM 2028                  | 2023   | Jean-Claude Plessis   | Julien Cordonnier   | ,       |
| Valenciennes FC        | 14           | Sport Republic             | 2023   | Dirk Gerkens          | Ben Chorley         | ,       |
| FC Versailles 78       | 4            | Alexandre Mulliez          | 2023   | Alexandre Mulliez     | Salomon Kashala     | ,       |
| FC Villefranche        | 3            | Philippe Terrier           | 2023   | Philippe Terrier      | Edouard Chabas      | ,       |

### Équipementiers
| Club                   | Équipementier |
| ---------------------- | ------------- |
| Aubagne FC             | Adidas        |
| US Boulogne            | Puma          |
| FC Bourg-Péronnas      | Hummel        |
| LB Châteauroux         | Erreà         |
| US Concarneau          | Hummel        |
| Dijon FCO              | Nike          |
| Le Mans FC             | Kappa         |
| AS Nancy-Lorraine      | Kipsta        |
| Nîmes Olympique        | Kipsta        |
| US Orléans             | Hummel        |
| Paris 13 Atletico      | Skita         |
| US Quevilly Rouen      | Hummel        |
| FC Rouen               | Macron        |
| FC Sochaux-Montbéliard | Eldera        |
| Valenciennes FC        | Hummel        |
| FC Versailles 78       | Kappa         |
| FC Villefranche        | Adidas        |

### Arbitres
Le tableau suivant dresse la liste des arbitres centraux désignés pour la saison 2024-2025 du championnat de France de National : 
| Arbitre                | Ligue                   |
| ---------------------- | ----------------------- |
| Edgar Barenton         | Auvergne-Rhône-Alpes    |
| Dorian Bovolenta       | N.C                     |
| Soulaimane Chamel      | Occitanie               |
| Valentin Giorgetti     | N.C                     |
| Gabriel Henry          | Paris Ile-de-France     |
| Maxime Jamet           | N.C                     |
| Benjamin Lepaysant     | Normandie               |
| Tifenn Leprodhomme     | Normandie               |
| Steven Llewellyn       | N.C                     |
| Jordane Lomi           | Occitanie               |
| Romain Perpinan        | Auvergne-Rhône-Alpes    |
| Alexandre Perreau-Niel | Bourgogne-Franche-Comté |
| Pierre Retail          | Pays de la Loire        |
| Brendan Roffet         | Grand Est               |
| Azzedine Souifi        | Occitanie               |
| William Toulliou       | Auvergne-Rhône-Alpes    |
| Anthony Ustaritz       | Grand Est               |
| Thomas Vincent         | N.C                     |
| Samir Zolota           | Nouvelle Aquitaine      |

## Compétition

### Règlement
Le classement est calculé avec le barème de points suivant : une victoire vaut trois points, le match nul un. La défaite ne rapporte aucun point.
À égalité de points, les critères de départage sont les suivants :
1. Plus grand nombre de points dans les confrontations directes ;
2. Plus grande différence de buts particulière ;
3. Plus grande différence de buts générale ;
4. Plus grand nombre de buts marqués sur l'ensemble du championnat ;
5. Meilleure place au Challenge du Fair-play (un point par joueur averti, trois points par joueur exclu) ;
6. Tirage au sort.

Le National se déroule comme la Ligue 1 et Ligue 2. L'exception notable est à la différence de buts. Dans les championnats amateurs français, c'est la différence de buts particulière qui domine en cas d'égalité de points au classement final.

### Classement général
Source : Classement officiel sur le site de la FFF.
| Rang | Équipe                     | Pts  | J  | G  | N  | P  | Bp | Bc | Diff |
| ---- | -------------------------- | ---- | -- | -- | -- | -- | -- | -- | ---- |
| 1    | AS Nancy-Lorraine          | 65   | 32 | 20 | 5  | 7  | 54 | 28 | +26  |
| 2    | Le Mans FC                 | 58   | 32 | 17 | 7  | 8  | 48 | 34 | +14  |
| 3    | US Boulogne CO P           | 56   | 32 | 15 | 11 | 6  | 46 | 34 | +12  |
| 4    | Dijon FCO                  | 47   | 32 | 12 | 11 | 9  | 37 | 35 | +2   |
| 5    | Bourg en Bresse 01 P       | 46   | 32 | 12 | 10 | 10 | 26 | 28 | -2   |
| 6    | Aubagne FC P               | 45   | 32 | 13 | 6  | 13 | 43 | 37 | +6   |
| 7    | US Orléans                 | 45   | 32 | 12 | 9  | 11 | 43 | 41 | +2   |
| 8    | US Concarneau R            | 42   | 32 | 11 | 9  | 12 | 48 | 46 | +2   |
| 9    | Valenciennes FC R          | 42   | 32 | 10 | 12 | 10 | 38 | 36 | +2   |
| 10   | US Quevilly-Rouen R        | 40   | 32 | 11 | 7  | 14 | 31 | 41 | -10  |
| 11   | FC Rouen                   | 39-1 | 32 | 9  | 13 | 10 | 42 | 39 | +3   |
| 12   | FC Sochaux-Montbéliard     | 38   | 32 | 8  | 14 | 10 | 29 | 30 | -1   |
| 13   | FC Versailles 78           | 36   | 32 | 8  | 12 | 12 | 41 | 44 | -3   |
| 14   | Paris 13 Atletico P        | 35   | 32 | 7  | 14 | 11 | 32 | 38 | -6   |
| 15   | FC Villefranche-Beaujolais | 34   | 32 | 7  | 13 | 12 | 29 | 37 | -8   |
| 16   | LB Châteauroux             | 33   | 32 | 8  | 9  | 15 | 40 | 62 | -22  |
| 17   | Nîmes Olympique            | 28   | 32 | 6  | 10 | 16 | 24 | 41 | -17  |

Promotion
- 1er et 2e : Promotion en Ligue 2 2025-2026

- 3e : Barrages de promotion en Ligue 2

Relégation
- 16e et 17e : Relégation en National 2 2025-2026

Abréviations
1. ↑  À la suite d'incidents survenus lors de la rencontre face à QRM le 18 avril 2025, le FC Rouen a été sanctionné d'un point de penalité.

### Résultats
| Résultats (▼dom., ►ext.)                                   | AFC | USB | FBBP | LBC | USC | DFCO | LMFC | ASNL | NO  | USO | P13 | QRM | FCR | FCSM | VAFC | FCV | FCVB |
| Aubagne FC                                                 |     | 3-0 | 1-0  | 6-2 | 0-2 | 1-2  | 1-0  | 2-1b | 2-0 | 1-0 | 1-1 | 1-1 | 2-1 | 0-1  | 0-3  | 3-3 | 1-2  |
| US Boulogne CO                                             | 1-1 |     | 1-1  | 1-1 | 2-1 | 2-2  | 3-2  | 1-1  | 2-1 | 3-0 | 3-1 | 2-0 | 1-2 | 2-3  | 0-0  | 1-0 | 1-0  |
| Bourg-en-Bresse 01                                         | 2-1 | 1-1 |      | 0-0 | 0-0 | 2-1  | 0-1  | 1-0  | 2-1 | 0-0 | 0-3 | 1-1 | 0-1 | 1-1  | 1-0  | 1-0 | 0-0  |
| LB Châteauroux                                             | 2-7 | 0-1 | 2-0  |     | 1-0 | 3-3  | 1-2  | 0-2  | 3-2 | 2-0 | 1-1 | 4-3 | 1-0 | 1-0  | 1-2  | 2-2 | 2-2  |
| US Concarneau                                              | 0-0 | 1-1 | 2-1  | 3-1 |     | 1-2  | 5-2  | 0-2  | 1-0 | 1-2 | 2-0 | 5-1 | 1-1 | 1-1  | 1-1  | 4-2 | 1-1  |
| Dijon FCO                                                  | 1-0 | 0-3 | 0-1  | 4-0 | 0-1 |      | 0-5  | 0-1  | 0-0 | 2-2 | 2-0 | 3-3 | 1-0 | 0-0  | 2-1  | 2-0 | 2-0  |
| Le Mans FC                                                 | 1-1 | 1-0 | 1-2  | 2-0 | 3-1 | 0-0  |      | 0-4  | 4-0 | 0-2 | 1-0 | 2-1 | 2-2 | 1-1  | 2-1  | 2-0 | 0-0  |
| AS Nancy-Lorraine                                          | 2-0 | 0-2 | 1-0  | 1-0 | 3-0 | 0-1  | 2-0  |      | 1-0 | 1-0 | 1-2 | 4-1 | 1-1 | 1-0  | 1-2  | 3-2 | 2-0  |
| Nîmes Olympique                                            | 2-4 | 2-0 | 1-3  | 1-0 | 3-0 | 0-0  | 0-0  | 1-2  |     | 1-2 | 0-0 | 0-2 | 2-2 | 1-1  | 0-0  | 1-0 | 1-0  |
| US Orléans                                                 | 2-1 | 1-1 | 1-0  | 1-1 | 2-3 | 1-1  | 1-2  | 1-5  | 3-0 |     | 3-1 | 0-0 | 1-3 | 4-2  | 4-1a | 2-3 | 1-1  |
| Paris 13 Atletico                                          | 1-0 | 0-1 | 0-1  | 3-2 | 2-1 | 0-0  | 2-3  | 2-2  | 1-1 | 0-1 |     | 0-1 | 1-0 | 1-1  | 1-1  | 1-1 | 1-0  |
| Quevilly Rouen Métropole                                   | 1-0 | 0-1 | 0-0  | 1-2 | 2-1 | 2-1  | 1-2  | 0-1  | 0-1 | 1-1 | 1-0 |     | 2-1 | 1-0  | 2-0  | 1-3 | 0-1  |
| FC Rouen 1899                                              | 0-1 | 3-1 | 2-1  | 4-0 | 4-3 | 0-0  | 2-2  | 2-2  | 1-0 | 0-2 | 2-2 | 2-0 |     | 0-0  | 1-1  | 0-0 | 2-4  |
| FC Sochaux-Montbéliard                                     | 0-1 | 1-1 | 0-1  | 2-2 | 1-0 | 1-2  | 0-1  | 2-3  | 1-1 | 0-0 | 0-0 | 2-0 | 2-1 |      | 2-0  | 0-0 | 2-1  |
| Valenciennes FC                                            | 1-0 | 2-3 | 1-2  | 3-1 | 3-3 | 2-0  | 0-1  | 3-4  | 2-0 | 1-0 | 1-1 | 0-0 | 0-0 | 1-0  |      | 0-0 | 2-2  |
| FC Versailles 78                                           | 2-0 | 2-3 | 3-0  | 1-0 | 1-2 | 2-3  | 1-0  | 0-0  | 2-1 | 1-3 | 3-3 | 0-1 | 1-1 | 1-1  | 1-1  |     | 1-1  |
| Villefranche Beaujolais                                    | 0-1 | 1-1 | 1-1  | 2-2 | 1-1 | 1-0  | 0-3  | 2-0  | 0-0 | 2-0 | 1-1 | 0-1 | 2-1 | 0-1  | 0-2  | 1-3 |      |
| - Victoire à domicile - Match nul - Victoire à l'extérieur |     |     |      |     |     |      |      |      |     |     |     |     |     |      |      |     |      |

a Le 23 août 2024, pendant la mi-temps du match entre Orléans et Valenciennes (score : 1-1), la buvette du Stade de la Source a pris feu. Le match a donc été arrêté et reporté. Le match sera rejoué dans son intégralité le 9 octobre 2024.
b Alors qu'Aubagne avait initialement remporté son match 4-0 contre Nancy pour le compte de la 14e journée, le match est finalement donné à rejouer par la FFF pour un problème de licence avec un joueur aubagnais. Le match est rejoué dans son intégralité le 14 janvier 2025.

#### Barrages de promotion
Les barrages de promotion entre le troisième de National et le seizième de la Ligue 2 se déroulent durant le mois de mai 2025. Le vainqueur de ces barrages obtient une place pour le championnat de Ligue 2 2025-2026 tandis que le perdant va en National.
| Match aller                               | US Boulogne             | 1 - 3   | Clermont Foot 63                                               | Stade de la Libération, Boulogne-sur-Mer                                    |                                                                             |
| Mercredi 21 mai 2025 20 h 45 heure locale | ( Averlant) Epailly 23e | (1 - 1) | 31e Diop (Ackra ) · 79e Koré (Bamba ) · 85e Diédhiou (Saivet ) | Spectateurs : 5 813 Diffuseur : beIN SPORTS 1 Arbitrage : Guillaume Paradis | Spectateurs : 5 813 Diffuseur : beIN SPORTS 1 Arbitrage : Guillaume Paradis |
| Mercredi 21 mai 2025 20 h 45 heure locale | Rapport                 |         |                                                                | Spectateurs : 5 813 Diffuseur : beIN SPORTS 1 Arbitrage : Guillaume Paradis | Spectateurs : 5 813 Diffuseur : beIN SPORTS 1 Arbitrage : Guillaume Paradis |

| Match retour                           | Clermont Foot 63       | 1 - 2   | US Boulogne                              | Stade Gabriel-Montpied, Clermont-Ferrand                                   |                                                                            |
| Dimanche 25 mai 2025 17 h heure locale | ( Konaté) Diédhiou 73e | (0 - 0) | 55e Averlant (Rambaud ) · 70e Vercruysse | Spectateurs : 9 096 Diffuseur : beIN SPORTS 1 Arbitrage : Romain Lissorgue | Spectateurs : 9 096 Diffuseur : beIN SPORTS 1 Arbitrage : Romain Lissorgue |
| Dimanche 25 mai 2025 17 h heure locale | Rapport                |         |                                          | Spectateurs : 9 096 Diffuseur : beIN SPORTS 1 Arbitrage : Romain Lissorgue | Spectateurs : 9 096 Diffuseur : beIN SPORTS 1 Arbitrage : Romain Lissorgue |

## Statistiques

### Domicile et extérieur
| Rang | Équipe                     | Pts | J  | G  | N | P | Bp | Bc | Diff |
| ---- | -------------------------- | --- | -- | -- | - | - | -- | -- | ---- |
| 1    | AS Nancy-Lorraine          | 34  | 16 | 11 | 1 | 4 | 24 | 11 | +13  |
| 2    | US Boulogne P              | 30  | 16 | 8  | 6 | 2 | 26 | 16 | +10  |
| 3    | Le Mans FC                 | 29  | 16 | 8  | 5 | 3 | 22 | 15 | +7   |
| 4    | US Concarneau R            | 27  | 16 | 7  | 6 | 3 | 29 | 18 | +11  |
| 5    | Aubagne FC P               | 27  | 16 | 8  | 3 | 5 | 25 | 19 | +6   |
| 6    | FC Rouen 1899              | 25  | 16 | 6  | 7 | 3 | 25 | 19 | +6   |
| 7    | Dijon FCO                  | 25  | 16 | 7  | 4 | 5 | 19 | 17 | +2   |
| 8    | FBBP 01 P                  | 25  | 16 | 6  | 7 | 3 | 12 | 11 | +1   |
| 9    | LB Châteauroux             | 25  | 16 | 7  | 4 | 5 | 26 | 27 | -1   |
| 10   | Valenciennes FC R          | 24  | 16 | 6  | 6 | 4 | 22 | 17 | +5   |
| 11   | US Orléans                 | 23  | 16 | 6  | 5 | 5 | 28 | 25 | +3   |
| 12   | Quevilly Rouen Métropole R | 23  | 16 | 7  | 2 | 7 | 15 | 15 | 0    |
| 13   | FC Versailles 78           | 21  | 16 | 5  | 6 | 5 | 22 | 20 | +2   |
| 14   | FC Sochaux-Montbéliard     | 21  | 16 | 5  | 6 | 5 | 16 | 14 | +2   |
| 15   | Nîmes Olympique            | 21  | 16 | 5  | 6 | 5 | 16 | 16 | 0    |
| 15   | Paris 13 Atletico P        | 21  | 16 | 5  | 6 | 5 | 16 | 16 | 0    |
| 17   | FC Villefranche Beaujolais | 18  | 16 | 4  | 6 | 6 | 14 | 18 | -4   |

| Rang | Équipe                     | Pts | J  | G | N | P  | Bp | Bc | Diff |
| ---- | -------------------------- | --- | -- | - | - | -- | -- | -- | ---- |
| 1    | AS Nancy-Lorraine          | 31  | 16 | 9 | 4 | 3  | 30 | 17 | +13  |
| 2    | Le Mans FC                 | 29  | 16 | 9 | 2 | 5  | 26 | 19 | +7   |
| 3    | US Boulogne P              | 26  | 16 | 7 | 5 | 4  | 20 | 18 | +2   |
| 4    | Dijon FCO                  | 22  | 16 | 5 | 7 | 4  | 18 | 18 | 0    |
| 5    | US Orléans                 | 22  | 16 | 6 | 4 | 6  | 15 | 16 | -1   |
| 6    | FBBP 01 P                  | 21  | 16 | 6 | 3 | 7  | 14 | 17 | -3   |
| 7    | Aubagne FC P               | 18  | 16 | 5 | 3 | 8  | 18 | 18 | 0    |
| 8    | Valenciennes FC R          | 18  | 16 | 4 | 6 | 6  | 16 | 19 | -3   |
| 9    | FC Sochaux-Montbéliard     | 17  | 16 | 3 | 8 | 5  | 13 | 16 | -3   |
| 10   | Quevilly Rouen Métropole R | 17  | 16 | 4 | 5 | 7  | 16 | 26 | -10  |
| 11   | FC Villefranche Beaujolais | 16  | 16 | 3 | 7 | 6  | 15 | 19 | -4   |
| 12   | FC Rouen 1899              | 15  | 16 | 3 | 6 | 7  | 17 | 20 | -3   |
| 13   | FC Versailles 78           | 15  | 16 | 3 | 6 | 7  | 19 | 24 | -5   |
| 14   | US Concarneau R            | 15  | 16 | 4 | 3 | 9  | 19 | 28 | -9   |
| 15   | Paris 13 Atletico P        | 14  | 16 | 2 | 8 | 6  | 16 | 22 | -6   |
| 16   | LB Châteauroux             | 8   | 16 | 1 | 5 | 10 | 14 | 35 | -21  |
| 17   | Nîmes Olympique            | 7   | 16 | 1 | 4 | 11 | 8  | 25 | -17  |

### Évolution du classement
Le tableau suivant récapitule le classement au terme de chacune des journées définies par le calendrier officiel, les matchs joués en retard sont pris en compte la journée suivante. Les colonnes « promouvable » et « relégable » comptabilisent les places de montée ou de relégation directes.
| Journées →      | 1  | 2  | 3  | 4  | 5  | 6  | 7  | 8  | 9  | 10 | 11 | 12 | 13 | 14 | 15 | 16 | 17 | 18 | 19 | 20 | 21 | 22 | 23 | 24 | 25 | 26 | 27 | 28 | 29 | 30 | 31 | 32 | 33 | 34 | prom. | bar. | rel. |
| Équipe ↓        |    |    |    |    |    |    |    |    |    |    |    |    |    |    |    |    |    |    |    |    |    |    |    |    |    |    |    |    |    |    |    |    |    |    |       |      |      |
| --------------- | -- | -- | -- | -- | -- | -- | -- | -- | -- | -- | -- | -- | -- | -- | -- | -- | -- | -- | -- | -- | -- | -- | -- | -- | -- | -- | -- | -- | -- | -- | -- | -- | -- | -- | ----- | ---- | ---- |
| Aubagne         | 12 | 10 | 6  | 7  | 5  | 6  | 11 | 7  | 9  | 9  | 12 | 9  | 9  | 8  | 8  | 12 | 6  | 5  | 5  | 7  | 7  | 5  | 7  | 8  | 6  | 7  | 8  | 8  | 9  | 10 | 8  | 5  | 5  | 6  |       |      |      |
| Boulogne        | 5  | 1  | 1  | 3  | 3  | 1  | 1  | 4  | 3  | 4  | 4  | 5  | 4  | 3  | 2  | 2  | 2  | 2  | 2  | 2  | 2  | 2  | 2  | 2  | 3  | 3  | 2  | 2  | 3  | 3  | 3  | 3  | 3  | 3  | 16    | 12   |      |
| Bourg-en-Bresse | 7  | 2  | 9  | 9  | 10 | 7  | 7  | 11 | 8  | 12 | 9  | 7  | 7  | 9  | 8  | 8  | 8  | 9  | 10 | 11 | 11 | 12 | 9  | 7  | 8  | 8  | 7  | 5  | 6  | 6  | 7  | 7  | 6  | 5  | 1     |      |      |
| Châteauroux     | 14 | 17 | 12 | 13 | 8  | 12 | 15 | 16 | 17 | 17 | 17 | 17 | 17 | 17 | 17 | 17 | 17 | 17 | 17 | 17 | 17 | 16 | 17 | 17 | 17 | 16 | 17 | 17 | 17 | 16 | 17 | 16 | 16 | 16 |       |      | 28   |
| Concarneau      | 1  | 8  | 7  | 4  | 4  | 4  | 4  | 2  | 2  | 1  | 2  | 2  | 6  | 4  | 6  | 6  | 9  | 11 | 8  | 10 | 10 | 11 | 13 | 14 | 11 | 12 | 12 | 10 | 11 | 9  | 6  | 8  | 7  | 8  | 6     |      |      |
| Dijon           | 15 | 16 | 17 | 17 | 13 | 9  | 6  | 6  | 7  | 10 | 7  | 4  | 3  | 6  | 5  | 4  | 4  | 4  | 4  | 6  | 6  | 7  | 5  | 6  | 7  | 6  | 6  | 7  | 4  | 4  | 4  | 4  | 4  | 4  |       | 1    | 3    |
| Le Mans         | 13 | 13 | 8  | 8  | 9  | 14 | 8  | 13 | 10 | 6  | 10 | 11 | 13 | 12 | 10 | 10 | 7  | 6  | 6  | 4  | 4  | 3  | 3  | 3  | 2  | 2  | 3  | 3  | 2  | 2  | 2  | 2  | 2  | 2  | 8     | 5    |      |
| Nancy           | 8  | 3  | 4  | 2  | 1  | 3  | 2  | 1  | 1  | 2  | 1  | 1  | 1  | 2  | 1  | 1  | 1  | 1  | 1  | 1  | 1  | 1  | 1  | 1  | 1  | 1  | 1  | 1  | 1  | 1  | 1  | 1  | 1  | 1  | 30    | 2    |      |
| Nîmes           | 11 | 9  | 11 | 11 | 14 | 10 | 10 | 9  | 11 | 8  | 11 | 12 | 15 | 14 | 13 | 13 | 15 | 16 | 15 | 16 | 16 | 17 | 16 | 16 | 15 | 15 | 16 | 16 | 16 | 17 | 16 | 17 | 17 | 17 |       |      | 13   |
| Orléans         | 3  | 6  | 2  | 5  | 6  | 5  | 5  | 3  | 4  | 3  | 3  | 3  | 2  | 1  | 3  | 3  | 3  | 3  | 3  | 3  | 3  | 4  | 4  | 4  | 4  | 4  | 4  | 4  | 5  | 5  | 5  | 6  | 8  | 7  | 3     | 12   |      |
| Paris 13        | 16 | 15 | 15 | 14 | 16 | 17 | 14 | 15 | 16 | 16 | 16 | 15 | 14 | 15 | 15 | 14 | 13 | 12 | 12 | 13 | 12 | 14 | 14 | 15 | 16 | 17 | 15 | 15 | 15 | 15 | 15 | 15 | 15 | 14 |       |      | 8    |
| Quevilly-Rouen  | 17 | 11 | 13 | 12 | 12 | 15 | 17 | 14 | 15 | 15 | 14 | 14 | 11 | 13 | 11 | 7  | 10 | 10 | 13 | 12 | 14 | 15 | 15 | 13 | 14 | 13 | 13 | 13 | 13 | 12 | 12 | 14 | 12 | 11 |       |      | 2    |
| Rouen           | 9  | 14 | 16 | 16 | 15 | 11 | 12 | 12 | 14 | 13 | 15 | 13 | 12 | 8  | 9  | 9  | 12 | 13 | 11 | 9  | 8  | 10 | 8  | 9  | 9  | 11 | 11 | 9  | 8  | 8  | 10 | 11 | 9  | 10 |       |      | 2    |
| Sochaux         | 2  | 5  | 10 | 10 | 11 | 8  | 9  | 8  | 6  | 7  | 6  | 6  | 5  | 5  | 4  | 5  | 5  | 7  | 7  | 8  | 9  | 8  | 10 | 10 | 12 | 9  | 9  | 11 | 10 | 11 | 11 | 10 | 11 | 12 | 1     |      |      |
| Valenciennes    | 6  | 7  | 3  | 1  | 2  | 2  | 3  | 5  | 5  | 5  | 5  | 8  | 8  | 10 | 12 | 11 | 11 | 8  | 9  | 5  | 5  | 6  | 6  | 5  | 5  | 5  | 5  | 6  | 7  | 7  | 9  | 9  | 10 | 9  | 3     | 2    |      |
| Versailles      | 4  | 4  | 5  | 6  | 7  | 13 | 13 | 10 | 13 | 11 | 8  | 10 | 10 | 11 | 14 | 15 | 16 | 15 | 16 | 15 | 15 | 13 | 11 | 11 | 13 | 14 | 14 | 14 | 14 | 14 | 13 | 12 | 13 | 13 |       |      | 2    |
| Villefranche    | 10 | 12 | 14 | 15 | 17 | 16 | 16 | 17 | 13 | 14 | 13 | 16 | 16 | 16 | 16 | 16 | 14 | 14 | 14 | 14 | 13 | 9  | 12 | 12 | 10 | 10 | 10 | 12 | 12 | 13 | 14 | 13 | 14 | 15 |       |      | 9    |

En gras et italique, les équipes comptant un match en retard (exemple : 13); en gras, italique et souligné, les équipes comptant deux matchs de retard (exemple : 16); en gras, italique, souligné et avec un astérisque, les équipes comptant trois matchs de retard (exemple : 16*).

(Ne seront pas considérées comme ayant un match en retard les équipes ayant été exemptes de match lors d'une journée.)
1. 1 2  Le 23 août 2024, pendant la mi-temps du match de la 2e journée entre Orléans et Valenciennes (score : 1-1), la buvette du Stade de la Source a pris feu. Le match a donc été arrêté et reporté[69]. Le match sera rejoué dans son intégralité le 9 octobre 2024, soit entre la 7e et la 8e journée[70].
2. 1 2  Alors qu'Aubagne avait initialement remporté son match 4-0 contre Nancy pour le compte de la 14e journée, le match est finalement donné à rejouer par la FFF pour un problème de licence avec un joueur aubagnais. Le match est rejoué dans son intégralité le 14 janvier 2025, soit entre la 17e et la 18e journée[71].

### Résultats par match
| Journée ╱ Équipe | 1 | 2 | 3 | 4 | 5 | 6 | 7 | 8 | 9 | 10 | 11 | 12 | 13 | 14 | 15 | 16 | 17 | 18 | 19 | 20 | 21 | 22 | 23 | 24 | 25 | 26 | 27 | 28 | 29 | 30 | 31 | 32 | 33 | 34 |
| ---------------- | - | - | - | - | - | - | - | - | - | -- | -- | -- | -- | -- | -- | -- | -- | -- | -- | -- | -- | -- | -- | -- | -- | -- | -- | -- | -- | -- | -- | -- | -- | -- |
| Aubagne          | D | V | N | N | V | D | D | V | D | N  | X  | V  | D  | V  | V  | D  | V  | V  | D  | D  | D  | V  | D  | N  | V  | D  | X  | N  | N  | N  | V  | V  | V  | D  |
| Boulogne         | V | N | V | X | V | V | N | D | V | D  | N  | D  | V  | V  | V  | N  | N  | N  | V  | X  | D  | V  | V  | N  | N  | V  | V  | D  | N  | V  | N  | D  | V  | N  |
| Bourg-en-Bresse  | V | N | D | N | X | V | D | D | V | D  | V  | V  | D  | D  | V  | N  | N  | N  | N  | N  | X  | D  | V  | V  | D  | N  | V  | V  | D  | N  | D  | N  | V  | V  |
| Châteauroux      | D | D | V | D | V | D | X | D | D | D  | N  | N  | D  | N  | D  | D  | N  | V  | N  | D  | V  | V  | X  | V  | D  | N  | D  | N  | D  | V  | D  | N  | V  | N  |
| Concarneau       | V | D | N | V | V | N | N | V | V | N  | D  | D  | D  | V  | D  | X  | D  | D  | V  | D  | D  | N  | D  | D  | V  | N  | N  | V  | N  | N  | V  | X  | V  | D  |
| Dijon            | D | D | X | N | V | V | V | N | N | D  | V  | V  | V  | D  | N  | V  | N  | N  | X  | D  | N  | D  | V  | N  | N  | V  | N  | D  | V  | V  | V  | N  | D  | D  |
| Le Mans          | D | N | V | N | D | D | V | X | V | V  | D  | D  | D  | N  | V  | N  | V  | V  | N  | V  | V  | V  | V  | X  | V  | V  | D  | N  | V  | V  | V  | N  | D  | V  |
| Nancy            | N | V | N | V | V | D | N | V | V | X  | V  | D  | V  | D  | V  | V  | D  | V  | V  | D  | V  | V  | D  | D  | V  | X  | V  | N  | V  | V  | V  | V  | V  | N  |
| Nîmes            | D | V | D | N | D | V | N | N | N | V  | D  | D  | X  | N  | N  | D  | D  | D  | N  | D  | V  | D  | V  | N  | N  | D  | D  | V  | X  | D  | N  | D  | D  | D  |
| Orléans          | V | V | V | D | V | N | N | N | D | V  | N  | X  | V  | V  | D  | V  | N  | D  | D  | V  | D  | D  | V  | N  | N  | N  | N  | X  | D  | V  | D  | D  | D  | V  |
| Paris 13         | D | N | N | N | D | D | V | D | X | D  | N  | V  | V  | D  | N  | N  | V  | N  | V  | N  | N  | D  | D  | D  | X  | D  | V  | N  | N  | D  | N  | N  | N  | V  |
| Quevilly-Rouen   | D | V | D | N | D | X | D | V | D | N  | N  | V  | V  | D  | V  | V  | D  | N  | D  | N  | D  | X  | D  | V  | D  | V  | N  | D  | N  | V  | D  | D  | V  | V  |
| Rouen            | N | D | D | N | N | V | N | N | D | N  | D  | V  | V  | V  | X  | N  | D  | D  | V  | V  | N  | D  | V  | N  | D  | D  | N  | V  | V  | D  | X  | N  | N  | N  |
| Sochaux          | V | X | D | N | D | V | N | N | V | N  | V  | N  | V  | N  | N  | N  | N  | X  | N  | N  | D  | D  | D  | N  | D  | V  | N  | N  | V  | D  | D  | V  | D  | D  |
| Valenciennes     | V | D | V | V | N | N | N | N | D | V  | N  | D  | D  | X  | D  | N  | V  | V  | N  | V  | N  | N  | N  | V  | V  | D  | D  | D  | N  | X  | D  | N  | D  | V  |
| Versailles       | V | N | N | N | D | D | N | N | D | V  | V  | N  | D  | D  | D  | D  | X  | N  | D  | V  | V  | V  | N  | N  | D  | N  | N  | N  | D  | D  | V  | V  | X  | D  |
| FC Villefranche  | X | N | N | D | D | N | N | N | V | N  | D  | N  | D  | V  | D  | N  | V  | D  | D  | V  | V  | V  | D  | D  | V  | N  | N  | N  | D  | D  | N  | N  | D  | X  |

### Séries
Séries de victoires : 6
- Le Mans : de la 20e à la 26e journée (24e journée exemptée)

Séries de matchs sans défaite : 14
- Sochaux-Montbéliard : de la 6e à la 21e journée (18e journée exemptée)

Série de matchs sans défaite en début de saison : 6
- Boulogne : de la 1re à la 7e journée (4e journée exemptée)

Séries de défaites : 4
- Châteauroux : de la 6e à la 10e journée (7e journée exemptée)
- Versailles : de la 13e à la 16e journée
- Paris 13 : de la 22e à la 26e journée (25e journée exemptée)

Séries de défaites en début de saison : 2
- Châteauroux : de la 1re à la 2e journée
- Dijon : de la 1re à la 2e journée

Séries de matchs sans victoire : 11
- Châteauroux : de la 6e à la 17e journée (7e journée exemptée)
- Sochaux-Montbéliard : de la 14e à la 25e journée (17e journée exemptée)

Séries de matchs nuls : 6
- Sochaux-Montbéliard : de la 14e à la 20e journée

### Buts marqués par journée
Ce graphique représente le nombre de buts marqués lors de chaque journée.

### Classement des buteurs
|   | Buteur              | Club             | Buts |
| - | ------------------- | ---------------- | ---- |
| 1 | Fahd El Khoumisti   | US Orléans       | 17   |
| 2 | Oussama Abdeldjelil | Nîmes Olympique  | 16   |
| 3 | Hicham Benkaïd      | FC Rouen         | 15   |
| 4 | Samy Baghdadi       | FC Versailles 78 | 13   |
| 5 | Mamadou Diallo      | LB Châteauroux   | 12   |
| 5 | Steven Nsimba       | Aubagne FC       | 12   |
| 7 | Arnold Vula         | Le Mans FC       | 11   |
| 7 | Freddy Mbemba       | FC Versailles 78 | 11   |
| 7 | Thibault Rambaud    | US Boulogne      | 11   |
| 7 | Dame Gueye          | Le Mans FC       | 11   |

#### Leader par journée
|             | ——          | ——          | ——          | ——     | ——     | ——      | ——      | ——      | ——      | ——      | ——      | ——      | ——      | ——     | ——     | ——     | ——     | ——     | ——           | ——           | ——           | ——           | ——           | ——           | ——           | ——           | ——           | ——           | ——           | ——           | ——           | ——          | ——           | —— |  |
| Abdeldjelil | Abdeldjelil | Abdeldjelil | Abdeldjelil | Diallo | Diallo | Oyewusi | Oyewusi | Oyewusi | Oyewusi | Oyewusi | Benkaïd | Rambaud | Rambaud | Nsimba | Nsimba | Nsimba | Nsimba | Nsimba | El Khoumisti | El Khoumisti | El Khoumisti | El Khoumisti | El Khoumisti | El Khoumisti | El Khoumisti | El Khoumisti | El Khoumisti | El Khoumisti | El Khoumisti | El Khoumisti | El Khoumisti | Abdeldjelil | El Khoumisti |    |  |
|             |             |             |             |        |        |         |         |         |         |         |         |         |         |        |        |        |        |        |              |              |              |              |              |              |              |              |              |              |              |              |              |             |              |    |  |
|             |             |             |             |        |        |         |         |         |         |         |         |         |         |        |        |        |        |        |              |              |              |              |              |              |              |              |              |              |              |              |              |             |              |    |  |
| 1           | 2           | 3           | 4           | 5      | 6      | 7       | 8       | 9       | 10      | 11      | 12      | 13      | 14      | 15     | 16     | 17     | 18     | 19     | 20           | 21           | 22           | 23           | 24           | 25           | 26           | 27           | 28           | 29           | 30           | 31           | 32           | 33          | 34           |    |  |

### Classement des passeurs
|   | Joueur             | Club                         | Passes |
| - | ------------------ | ---------------------------- | ------ |
| 1 | Yassine Benhattab  | Aubagne FC                   | 10     |
| 2 | Giovani Versini    | LB Châteauroux               | 9      |
| 3 | Gabin Bernardeau   | Le Mans FC                   | 8      |
| 4 | Jean Vercruysse    | US Boulogne CO               | 7      |
| 4 | Freddy Mbemba      | FC Versailles 78             | 7      |
| 4 | Guillaume Khous    | US Orléans                   | 7      |
| 4 | Samy Baghdadi      | FC Versailles                | 7      |
| 4 | Stanislas Kielt    | US Concarneau                | 7      |
| 9 | Belkacem Dali-Amar | Aubagne FC US Quevilly-Rouen | 6      |
| 9 | Abdel Hbouch       | US Boulogne CO               | 6      |
| 9 | Walid Bouabdeli    | AS Nancy-Lorraine            | 6      |

#### Leader par journée
|   | —— | —— | —— | —— | —— | —— | ——    | ——    | ——        | ——        | ——        | ——        | ——        | ——        | ——        | ——        | ——        | ——        | ——        | ——        | ——        | ——        | ——        | ——        | ——        | ——        | ——        | ——        | ——        | ——        | ——        | ——        | ——        | —— |  |
|   |    |    |    |    |    |    | Kielt | Kielt | Benhattab | Benhattab | Benhattab | Benhattab | Benhattab | Benhattab | Benhattab | Benhattab | Benhattab | Benhattab | Benhattab | Benhattab | Benhattab | Benhattab | Benhattab | Benhattab | Benhattab | Benhattab | Benhattab | Benhattab | Benhattab | Benhattab | Benhattab | Benhattab | Benhattab |    |  |
|   |    |    |    |    |    |    |       |       |           |           |           |           |           |           |           |           |           |           |           |           |           |           |           |           |           |           |           |           |           |           |           |           |           |    |  |
|   |    |    |    |    |    |    |       |       |           |           |           |           |           |           |           |           |           |           |           |           |           |           |           |           |           |           |           |           |           |           |           |           |           |    |  |
| 1 | 2  | 3  | 4  | 5  | 6  | 7  | 8     | 9     | 10        | 11        | 12        | 13        | 14        | 15        | 16        | 17        | 18        | 19        | 20        | 21        | 22        | 23        | 24        | 25        | 26        | 27        | 28        | 29        | 30        | 31        | 32        | 33        | 34        |    |  |

### Affluence

#### Affluence moyenne par club
Mise à jour le 17 mai 2025.
| Rang | Club                       | Moyenne | Remplissage | Meilleure affluence (adversaire)        | Pire affluence (adversaire)        |
| ---- | -------------------------- | ------- | ----------- | --------------------------------------- | ---------------------------------- |
| 1    | FC Sochaux-Montbéliard     | 10 597  | 52,9 %      | 15 431 (Dijon FCO)                      | 8 401 (FC Villefranche Beaujolais) |
| 2    | AS Nancy-Lorraine          | 10 445  | 52,0 %      | 18 059 (FC Rouen)                       | 7 637 (FC Villefranche Beaujolais) |
| 3    | Le Mans FC                 | 6 970   | 27,8 %      | 23 154 (FC Versailles 78)               | 3 015 (US Concarneau)              |
| 4    | Valenciennes FC            | 6 284   | 25,0 %      | 8 711 (FC Villefranche Beaujolais)      | 4 793 (Paris 13 Atletico)          |
| 5    | FC Rouen 1899              | 5 419   | 64,7 %      | 7 801 (Quevilly-Rouen Métropole)        | 4 427 (LB Châteauroux)             |
| 6    | Dijon FCO                  | 5 025   | 32,5 %      | 7 273 (US Boulogne)                     | 3 654 (LB Châteauroux)             |
| 7    | US Boulogne                | 4 351   | 66,7 %      | 6 522 (LB Châteauroux)                  | 3 279 (Bourg-en-Bresse 01)         |
| 8    | US Orléans                 | 2 840   | 41,4 %      | 4 138 (Nîmes Olympique)                 | 2 369 (Aubagne FC)                 |
| 9    | LB Châteauroux             | 2 607   | 18,0 %      | 5 077 (US Orléans)                      | 1 529 (Quevilly-Rouen Métropole)   |
| 10   | Quevilly-Rouen Métropole   | 2 494   | 29,8 %      | 6 610 (FC Rouen)                        | 1 233 (FC Versailles 78)           |
| 11   | US Concarneau              | 2 090   | 82,3 %      | 2 539 (Paris 13 Atletico et Le Mans FC) | 1 697 (Valenciennes FC)            |
| 12   | Nîmes Olympique            | 1 582   | 19,6 %      | 2 626 (Paris 13 Atletico)               | 804 (US Concarneau)                |
| 13   | FC Villefranche Beaujolais | 1 514   | 43,2 %      | 2 463 (FC Sochaux-Montbéliard)          | 822 (Le Mans FC)                   |
| 14   | Bourg-en-Bresse 01         | 1 391   | 15,7 %      | 2 787 (FC Villefranche Beaujolais)      | 828 (Quevilly-Rouen Métropole)     |
| 15   | FC Versailles 78           | 793     | 7,0 %       | 1 571 (US Orléans)                      | 199 (FC Villefranche Beaujolais)   |
| 16   | Paris 13 Atletico          | 405     | 32,3 %      | 1 251 (US Concarneau)                   | 137 (FC Versailles 78)             |
| 17   | Aubagne FC                 | 395     | 9,5 %       | 654 (Valenciennes FC)                   | 118 (US Boulogne)                  |
| -    | Moyenne générale           | 3 792   | 32,5 %      | -                                       | -                                  |

#### Meilleures affluences de la saison
Mise à jour le 17 mai 2025.
| Rang | Match                                   | Journée | Date             | Affluence |
| ---- | --------------------------------------- | ------- | ---------------- | --------- |
| 1    | Le Mans FC - FC Versailles 78           | J34     | 16 mai 2025      | 23 154    |
| 2    | AS Nancy-Lorraine - FC Rouen            | J34     | 16 mai 2025      | 18 059    |
| 3    | Le Mans FC - Valenciennes FC            | J15     | 13 décembre 2024 | 15 478    |
| 4    | FC Sochaux-Montbéliard - Dijon FCO      | J31     | 25 avril 2025    | 15 431    |
| 5    | AS Nancy-Lorraine - Le Mans FC          | J27     | 28 mars 2025     | 15 278    |
| 6    | AS Nancy-Lorraine - Nîmes Olympique     | J32     | 2 mai 2025       | 14 231    |
| 7    | AS Nancy-Lorraine - US Boulogne CO      | J23     | 28 février 2025  | 13 397    |
| 8    | FC Sochaux-Montbéliard - LB Châteauroux | J14     | 6 décembre 2024  | 13 037    |
| 9    | Le Mans FC - FC Rouen 1899              | J32     | 2 mai 2025       | 11 572    |
| 10   | FC Sochaux-Montbéliard - Le Mans FC     | J3      | 30 août 2024     | 11 272    |

#### Affluences par journée
Ce graphique représente le nombre de spectateurs présents dans les stades lors de chaque journée
* Au moins une affluence n'a pas été communiquée officiellement.
** Un ou plusieurs matchs à huis clos.

## Trophées du National
En mai, la Fédération française de football (FFF) décerne plusieurs distinctions individuelles et collectives à l'issue du vote de l'ensemble des entraîneurs et des capitaines des équipes participantes au championnat National.
| Trophée   | Meilleur joueur                | Meilleur gardien                | Meilleur espoir                  | Meilleur entraîneur              | Plus beau but                 |
| --------- | ------------------------------ | ------------------------------- | -------------------------------- | -------------------------------- | ----------------------------- |
| Vainqueur | Yassine Benhattab (Aubagne FC) | Charly Jan (Bourg-en-Bresse 01) | Giovani Versini (LB Châteauroux) | Pablo Correa (AS Nancy-Lorraine) | Martin Rossignol (Le Mans FC) |

| Gardien de but                  | Défenseurs | Milieux de terrain                                                                         | Attaquants                                                                              |
| ------------------------------- | --- | ------------------------------------------------------------------------------------------ | --------------------------------------------------------------------------------------- |
| Charly Jan (Bourg-en-Bresse 01) | Vincent Burlet (Le Mans FC) Aliou Thiaré (AS Nancy-Lorraine) Nicolas Saint-Ruf (AS Nancy-Lorraine) Rayan Bamba (US Concarneau) | Gabin Bernardeau (Le Mans FC) Jean Vercruysse (US Boulogne) Yassine Benhattab (Aubagne FC) | Freddy Mbemba (FC Versailles) Fahd El Khoumisti (US Orléans) Théo Epailly (US Boulogne) |

## Bilan de la saison
- Champion d'automne : AS Nancy-Lorraine
- Champion : AS Nancy-Lorraine
- Meilleure attaque : AS Nancy-Lorraine, 54 buts
- Meilleure défense : AS Nancy-Lorraine et Bourg-en-Bresse 01, 28 buts
- Plus mauvaise attaque : Nîmes Olympique, 24 buts
- Plus mauvaise défense : LB Châteauroux, 62 buts
- Premier but de la saison :
  -  Oussama Abdeldjelil   11e pour le Nîmes Olympique contre US Orléans (1 - 2)  le 16 août 2024 (1re journée).
- Premier doublé de la saison : 
  -  Mathias Oyewusi   24e   71e (pen.) pour le Valenciennes FC contre Nîmes Olympique (2 - 0)  le 30 août 2024 (3e journée).
- Premier triplé de la saison :
  -  Mamadou Diallo   81e   86e   89e pour LB Châteauroux contre QRM (4 - 3)  le 13 septembre 2024 (5e journée).
  -  Thibault Rambaud   5e   17e   90+2e pour US BOULOGNE CO contre Le Mans FC (3 - 2) le 13 septembre 2024 (5e journée).
- Dernier but de la saison : 
  -  Abdoul Karim Traoré   89e pour Bourg-en-Bresse 01 contre Dijon FCO (2 - 1)  le 16 mai 2025 (34e journée).
- Dernier doublé de la saison :
  -  Abdoul Karim Traoré   85e   89e pour Bourg-en-Bresse 01 contre Dijon FCO (2 - 1)  le 16 mai 2025 (34e journée).
- Dernier triplé de la saison :
  -  Yassine Benhattab  42 pour l'Aubagne FC contre LB Châteauroux (6 - 2)  le 25 avril 2025 (31e journée).
- Premier but contre son camp :
  -  Nadjib Cissé   87e (csc) du FC Sochaux-Montbéliard contre l'US Quevilly-Rouen (2 - 0), le 16 août 2024 (1re journée).
- Dernier but contre son camp :
  -  Nohim Chibani   75e (csc) de l'US Quevilly-Rouen contre l'US Concarneau (5 - 1), le 25 avril 2025 (31e journée).
- Premier penalty réussi:
  -  Joseph Séry face à  Germain Sanou (41e minute), pour l'US Concarneau contre Paris 13 Atletico (2 - 0)  le 16 août 2024 (1re journée).
- Premier penalty arrêté :
  -  Kévin Fortuné face à  Germain Sanou (67e minute), pour le FC Villefranche Beaujolais contre Paris 13 Atletico (1 - 1)  le 30 août 2024 (3e journée).
- Dernier penalty :
  -  Kenny Rocha Santos face à  Antoine Philippon (57e minute), pour Paris 13 Atletico contre l'US Concarneau (2 - 1)  le 16 mai 2025 (34e journée).
- But le plus rapide d'une rencontre : 25 secondes
  -  Guillaume Khous   1re pour l'US Orléans contre l'US Concarneau (2 - 3)  le 6 septembre 2024 (4e journée).
- But le plus tardif d'une rencontre : 99 minutes
  -  Baptiste Mouazan   90+9e (pen.) pour l'US Concarneau contre Valenciennes FC (3 - 3), le 20 septembre 2024 (6e journée).
- Premier carton jaune :
  -  Issam Bouaoune  16e pour US Orléans contre Nîmes Olympique (1 - 2) le 16 août 2024 (1re journée) .
- Premier carton rouge : 
  -  Mohamed Sylla   16e pour Dijon FCO contre Bourg en Bresse 01 (0 - 1) le 16 août 2024 (1re journée) .
- Plus jeune buteur de la saison :  Abdoul Karim Traoré   45+7e lors de Bourg-en-Bresse 01 - US Quevilly-Rouen (1 - 1) le 7 février 2025 (20e journée) à 18 ans et 26 jours
- Plus vieux buteur de la saison :  Lamine Djaballah   33e lors de Aubagne FC - Nîmes Olympique (2 - 4) le 9 mai 2025 (33e journée) à 42 ans, 10 mois et 5 jours
- Journée de championnat la plus riche en buts : 31 buts (33e journée)
- Journée de championnat la plus pauvre en buts : 11 buts (3e journée)
- Nombre de buts inscrits durant la saison : 651 buts, soit 2,39 buts en moyenne par match
- Nombre de  durant la saison : 1 116
- Nombre de  durant la saison : 76
- Plus grand nombre de buts dans une rencontre : 9 buts
  - LB Châteauroux contre Aubagne FC (2-7) (15e journée)
- Plus large victoire à domicile : 4 buts d'écart
  - FC Rouen contre LB Châteauroux (4-0) (6e journée)
  - Dijon FCO contre LB Châteauroux (4-0) (16e journée)
  - Le Mans FC contre Nîmes Olympique (4-0) (30e journée)
  - US Concarneau contre US Quevilly-Rouen (5-1) (31e journée)
  - Aubagne FC contre LB Châteauroux (6-2) (31e journée)
- Plus large victoire à l'extérieur : 5 buts d'écart
  - LB Châteauroux contre Aubagne FC (2-7) (15e journée)
  - Dijon FCO contre Le Mans FC (0-5) (20e journée)
- Plus grand nombre de buts dans une rencontre pour une équipe : 7 buts
  - Aubagne FC contre LB Châteauroux (2 - 7) (15e journée)
- Plus grand nombre de spectateurs dans une rencontre : 23 154 spectateurs lors de Le Mans FC - FC Versailles 78 le 16 mai 2025 (34e journée)
- Plus petit nombre de spectateurs dans une rencontre : 118 spectateurs lors de Aubagne FC - US Boulogne CO le 4 octobre 2024 (8e journée)